# Eberhard Köditz
Eberhard Köditz (* 29. August 1946 in Leipzig; † 13. Juli 2019 ebenda) war ein deutscher Fußballspieler. In der DDR-Oberliga, der höchsten Spielklasse im DDR-Fußball, war er in den 1960er bis zu den 1980er Jahren für den 1. FC Lokomotive Leipzig und die BSG Chemie Böhlen aktiv.

## Sportliche Laufbahn
Bevor Eberhard Köditz im landesweiten DDR-Fußball auftauchte, spielte er bei der Betriebssportgemeinschaft (BSG) Fortschritt West Leipzig, zuletzt in der viertklassigen Bezirksklasse Leipzig. In der Saison 1966/67 spielte er für die Armeesportgemeinschaft (ASG) Vorwärts Leipzig erstmals in der zweitklassigen DDR-Liga. Bis zum April 1968 bestritt er dort 40 von 60 ausgetragenen Punktspielen und erzielte 1966/67 acht und 1967/68 vier Tore. Nachdem er aus der Nationalen Volksarmee entlassen worden war, schloss sich Köditz dem Oberligisten 1. FC Lok Leipzig an und wurde noch in den letzten beiden Oberligaspielen als Stürmer eingesetzt. In der Saison 1968/69 war er Stammspieler in der 2. Mannschaft des 1. FC Lok, die in der drittklassigen Bezirksliga spielte. Währenddessen stieg die 1. Mannschaft in die DDR-Liga ab. Sie schaffte umgehend die Rückkehr in die Oberliga, wobei Köditz in den 30 Punktspielen 23-mal eingesetzt wurde und drei Tore beisteuerte. Der FC Lok erreichte auch noch das Finale um den DDR-Fußballpokal. Bei der 2:3-Niederlage gegen den FC Vorwärts Berlin war Köditz als Mittelfeldspieler eingesetzt worden. In den beiden folgenden Oberligaspielzeiten gehörte Köditz dem erweiterten Spielerstamm des Leipziger Klubs an, von den 52 ausgetragenen Punktspielen bestritt er 31 Partien und war 1971/72 mit drei Toren erfolgreich. 1972/73 erzielte er in der Oberliga zwar vier Tore, spielte aber nur neunmal. Stattdessen wurde er wieder überwiegend in der 2. Mannschaft eingesetzt, die inzwischen in der DDR-Liga spielte. Dort schoss er acht Tore und wurde damit Torschützenkönig der Mannschaft. Am Saisonende kam er noch einmal in der 1. Mannschaft zum Einsatz, die wieder das Pokalfinale erreicht hatte. Gegen den 1. FC Magdeburg gab es mit 2:3 wieder eine Niederlage, bei der Köditz erneut im Mittelfeld aufgeboten worden war. Für die Saison 1973/74 war Köditz für die Stammelf vorgesehen und kam auch in 17 der 26 Oberligaspiele zum Einsatz. Nachdem er die ersten vier Punktspiele über die volle Zeit in der Regel als Stürmer absolviert hatte, spielte er anschließend nur noch zweimal 90 Minuten lang. Zwischen dem 15. und 20. Spieltag musste er verletzungsbedingt pausieren. Er kam in der Oberliga zweimal zum Torerfolg, ebenso wie im UEFA-Pokal, wo er in den zehn Spielen der Leipziger, die bis in das Halbfinale vorstießen, sechs Partien als Einwechselspieler absolvierte. In der Spielzeit 1974/75 bestritt Köditz mit 20 Begegnungen seine meisten Oberligaspiele, stand allerdings nur neunmal in der Startelf. In seinem ersten Saisonspiel (2. Spieltag) erzielte er einen Hattrick und kam bis zum Saisonende auf sieben Treffer, mit denen er hinter Henning Frenzel (10) zum zweitbesten Torschützen des 1. FC Lok wurde. In der Saison 1975/76 verschwand Köditz wieder aus dem Stammaufgebot. Er wurde nur in neun Oberligaspielen eingesetzt, von denen er nur eine Begegnung von Beginn absolvierte. Tore erzielte er nicht.
Daraufhin verließ Köditz den 1. FC Lok Leipzig und wechselte zum DDR-Ligisten Chemie Böhlen. Mit ihm schaffte er 1976/77 den Aufstieg in die Oberliga, wobei er alle 20 Punkt- und acht Aufstiegsspiele bestritt und insgesamt 17 Tore erzielte. In den folgenden zwei Oberligaspielzeiten verpasste er jeweils nur vier Punktspiele und schoss zehn Tore. 1979 musste Chemie Böhlen wieder aus der Oberliga absteigen, kehrte aber umgehend in die Oberliga zurück. Köditz war daran mit 19 Punkt- und sieben Aufstiegsspielen sowie acht Toren beteiligt. In seiner elften Oberligasaison fiel Köditz wieder in den Ersatzspielerstatus zurück. In der Hinrunde 1980/81 bestritt er zehn Punktspiele, bei denen er nur einmal für 40 Minuten in der Startelf stand und auch keine Tore erzielte. Nach dieser Saison beendete Eberhard Köditz seine Laufbahn als Leistungsfußballer, in der er in 15 Spielzeiten 142 Oberligaspiele mit 26 Toren und 120 DDR-Ligaspiele mit 43 Treffern bestritten hatte. Ab 1982 setzte er seine Laufbahn beim Bezirksligisten TSG MAB Schkeuditz fort, wo er zunächst auch Spielertrainer war.
Eberhard Köditz starb im Juli 2019 im Alter von 72 Jahren in Leipzig-Gundorf.